# Vjekoslav Maštrović
Vjekoslav Maštrović (Zadar, 18. listopada 1913. − Zadar, 17. prosinca 1986.) je bio hrvatski povjesničar i kulturni radnik.

## Životopis
Roden je 1913. kao najmlađe, četrnaesto dijete u obitelji. U rodnom je gradu pohađao pučku školu. U međuvremenu Zadar je pao pod Italiju, te kao prognanik napušta grad, a pučku školu i gimnaziju završava u Osijeku. U Osijeku se aktivirao u hrvatskim društvima, gdje je vodio Hrvatske skaute, bio prvakom Hrvatskog sokola i predsjedavao Društvom dalmatinskih Hrvata. Studirao je na Pravnom fakultetu u Zagrebu gdje je diplomirao i doktorirao. 
1937. se je zaposlio u sudskoj službi. Radio je u Osijeku, Zagrebu i Zadru sve do 1947. godine. Nakon toga bio je ravnateljem zadarske Naučne biblioteke (danas Znanstvene knjižnice) kojoj je obnovio rad. Dužnost je obnašao do 1960. Godine 1954. postaje upraviteljem Instituta HAZU u Zadru. Dužnost je obnašao do 1980. godine. U vrijeme Hrvatskoga proljeća (1967. – 1972.) bio je direktorom Stalne izložbe crkvene umjetnosti u izgradnji.
Maštrović je zaslužan kao pokretač i obnavljatelj djelatnosti brojnih kulturnih, umjetničkih i znanstvenih ustanova i društava u Zadru, među ostalim, Instituta HAZU, Stalne izložbe crkvene umjetnosti, Društva za proučavanje i unapređenje pomorstva, knjižnice, Narodne čitaonice, pjevačka, glazbena i turistička društva i dr.
Znanstveno zanimanje Vjekoslava Maštrovića bila su povijest prava, kulture, jezika, brodarstva, pomorstva, športa, gusarenju u našim krajevima, povijest Zadra, Nina, borbi za emancipaciju hrvatskog jezika kao upravnog i dr. Mnogo je pisao o kulturnoj i političkoj povijesti Dalmacije potkraj 18. i tijekom 19. i 20. stoljeća. Istraživao je povijest hrvatskog izdavaštva u Zadru.
Poslije rata obnovio je 1946. izlaženje tjednika Narodnog lista, koji je kao Zadarski Narodni list bio glasilo Narodnog fronta za okrug Zadar. Maštrović je bio urednikom. 
Vjekoslav Maštrović i Štefica r. Maretić dobili su sinove Želimira, Zdeslava i Tihomila.

## Djela
Napisao je više od 400 historiografskih, znanstvenih i stručnih radova, među njima 64 separata, 8 bibliografija, rasprave i članke. 
Napisao je ove knjige:
- Drugi koraci skauta, 1933.
- Spomendani grada Zadra, 1946. (prva hrvatska knjiga u Zadru poslije oslobođenja)
- Jadertina croatica, 1949.
- Kako je izvršena okupacija Zadra u studenom 1918., 1951.
- Bibliografija književnih radova Petra Preradovića, kao i pjesama, članaka i rasprava o njemu objavljenih u Zadru, 1952.
- Sudstvo i jezično pitanje sudovanja u XIX. stoljeću u Dalmaciji, 1956.
- 150 godina zadarske štampe, 1957.
- Prvi turistički savezi u Dalmaciji g. 1899. i 1909., 1960.
- Bibliografija rasprava i članaka (1945-1962) pomorstva Jugoslavije, 1963.
- Bibliografija rasprava i članaka (1945-1962) pomorstva Jugoslavije, 1963.
- Brodarstvo u Dalmaciji u prvoj austrijskoj vladavini (1797-1806), 1968.
- Kulturna i umjetnička djelatnost društva "Petar Zoranić" Zadar : (1908-1968), 1968.
- Grad Nin i naše pomorstvo : povodom 900-godišnjice Krešimirove darovnice o našem moru, 1969.
- Bibliografski prikaz knjiga (1954-1974.) i rasprava (1966-1974.) izdanih od Instituta za historijske i ekonomske znanosti Jugoslavenske akademije u Zadru, 1974.
- Proslava 900-godišnjice Krešimirove darovnice o našem moru (1069-1969), 1971.
- Zadarska oznanjenja iz XVIII, XIX. i početka XX. stoljeća : (Jadertina croatica), 1979.
- Posljednji gusari na Jadranskom moru, 1983. (crteži Hrvoje Šercar)

Uredio je brojna izdanja Radova Zavoda HAZU u Zadru i Društva za proučavanje i unapređenje pomorstva, zbornike Vis u narodnooslobodilačkoj borbi, Viška bitka: povodom 100-godišnjice, 1866-1966. i Povijest Vrane: političko, kulturno i privredno značenje Vrane kroz stoljeća (sva zajedno s Grgom Novakom). 
Bibliografiju djela Vjekoslav Maštrovića sastavila je Tereza Ganza Aras.

## Nagrade i priznanja
- 1968.: Kukuljevićeva povelja koju dodjeljuje Hrvatsko knjižničarsko društvo